# Geelwitte kruidenmot
De geelwitte kruidenmot (Mecyna flavalis) is een vlinder uit de familie van de grasmotten (Crambidae), uit de onderfamilie van de Spilomelinae. De wetenschappelijke naam van deze soort is voor het eerst voorgesteld als Pyralis flavalis door Michael Denis en Ignaz Schiffermüller in een publicatie uit 1775.
De soort komt in vrijwel het gehele Palearctisch gebied voor, van het Verenigd Koninkrijk in het westen tot Japan in het oosten. Verder komt de geelwitte kruidenmot voor in delen van Noord-Afrika en het Midden-Oosten.